# مارتين تيخيرا
مارتين تيخيرا (بالإسبانية: Martín Tejera) هو لاعب كرة قدم أوروغواياني في مركز حراسة المرمى، ولد في 16 فبراير 1991 في مونتيفيديو في الأوروغواي. شارك مع منتخب الأوروغواي تحت 20 سنة لكرة القدم ومنتخب الأوروغواي لكرة القدم. أما مع النوادي، فقد لعب مع ناسيونال مونتيفيديو.

## وصلات خارجية
- مارتين تيخيرا على موقع إي إس بي إن إف سي (الإنجليزية)
- مارتين تيخيرا على موقع قاعدة بيانات كرة القدم.إي يو (الإنجليزية)
- مارتين تيخيرا على موقع Soccerway.com (الإنجليزية)